# Henryk Zydorczak
Henryk Zydorczak (ur. 5 sierpnia 1930 w Ostrowie Wielkopolskim, zm. 27 czerwca 2006 tamże) – polski pilot szybowcowy. Brat Romana Zydorczaka.

## Życiorys
Syn Ludwika i Marii z domu Piątkowskiej. Od 1946 r. rozpoczął szkolenie szybowcowe. Od 1950 roku był czynnym pilotem szybowcowym w Aeroklubie Ostrowskim i samolotowym.
W latach 1953–1962 był członkiem szybowcowej kadry narodowej. Swoje doświadczenie lotnicze wykorzystywał pracując jako instruktor szybowcowy w Centralnej Szkole Szybowcowej w Lesznie.
Ukończył szkołę handlową w Ostrowie Wielkopolskim. Początkowo pracował w handlu, następnie w Zakładach Naprawczych Taboru Kolejowego w Ostrowie Wielkopolskim jako tokarz. Pracę w ZNTK kontynuował do przejścia na rentę.
W życiu prywatnym mąż Longiny i ojciec dwójki dzieci.
Zmarł 27 czerwca 2006 roku. Jest pochowany na cmentarzu parafialnym przy ulicy Bema.

## Osiągnięcia sportowe
- Diamentowa Odznaka Szybowcowa nr 18 (na świecie), nr 7 (w Polsce) zdobyta dn. 26.06.1953 r.[3]
- Rekordy[1]:
  - 14 sierpnia 1955 roku przelot na szybowcu SZD-9 Bocian 200 km po trasie trójkąta z prędkością 66,048 km/godz. (rekord świata)
  - 16 sierpnia 1955 roku przelot na szybowcu SZD-9 Bocian 300 km po trasie trójkąta z prędkością 50,321 km/godz. (rekord świata)
  - 6 lipca 1959 roku przelot docelowo–powrotny o długości 517,80 km na szybowcu SZD-9 Bocian (rekord świata i Polski)
- W 1960 r. w Międzynarodowych Zawodach Szybowcowych NRD zajął 3. miejsce.

## Odznaczenia
- 1954 tytuł Mistrza Sportu
- 1955 srebrny Medal za Wybitne Osiągnięcia Sportowe
- 1959 Medal Tańskiego
- 1960 złoty Medal za Wybitne Osiągnięcia Sportowe
- 1970 odznaka honorowa „Za Zasługi w Rozwoju Województwa Poznańskiego”

## Upamiętnienie
W Ostrowie Wielkopolskim na Osiedlu Nr 10, Parcele Zacharzewskie istnieje ulica Romana i Henryka Zydorczaków.